# Emil Szittya

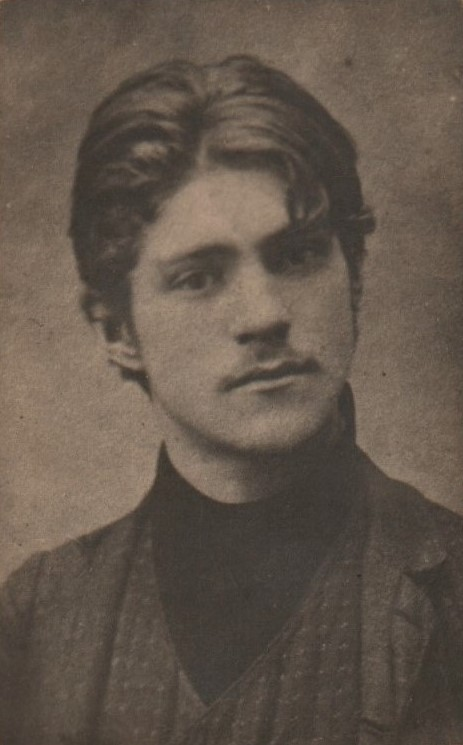
Emil Szittya (1906)

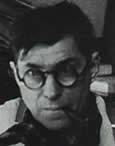
Szittya in den 1940er Jahren

Emil Szittya (* 18. August 1886 in Budapest, Königreich Ungarn; † 26. November 1964 in Paris; eigentlich Adolf Schenk) war ein ungarischer Schriftsteller, Journalist, Maler, Kunstkritiker, Reisender und Vagabund, seine Pseudonyme waren Chronist, Emszi und Emil Lesitt.

## Leben
Emil Szittya führte das Leben eines Bohémien. Er ließ sich 1906 in Paris nieder, von 1906 bis 1907 hielt er sich in Ascona auf dem Monte Verità auf, lernte dort Karl und Gusto Gräser kennen. 1908 begegnete er Blaise Cendrars. Von 1911 bis 1912 arbeitete er an der Zeitschrift Les Hommes Nouveaux in Paris. Von 1914 bis 1918 lebte er in Zürich. 1915 begegnete er dort den russischen Revolutionären Lenin, Radek und Trotzki und lernte 1916 im Cabaret Voltaire Dada kennen. 1918 war er in Ungarn, lebte dann von 1921 bis 1926 in Berlin und ab 1926 wieder in Paris. Von 1940 bis 1944 gehörte er zur Résistance in Limoges. 1945 wohnte er in der Rue du Château 149, er arbeitete im Les Deux Magots. 1940 floh vor den deutschen Besatzern nach Südfrankreich, kehrte aber später wieder nach Paris zurück. 1961 fand eine Wiederbegegnung mit Franz Jung in Paris statt. Emil Szittya verstarb am 26. November 1964 im Alter von 78 Jahren in einem Pariser Lungen-Sanatorium.
Er machte Bekanntschaft mit Lajos Kassák, mit dem er in Budapest die ungarische Avantgardezeitschrift A Tett (Die Tat) herausgab, die schon bald wegen antimilitaristischer Tendenzen verboten wurde. 1918/1919 veröffentlichte er mit Karl Lohs und Hans Richter in Budapest, Wien und Berlin die Periodika Horizont-füzet/Horizont-Flugschriften/Horizont-Hefte. Er war befreundet mit Mitgliedern der Avantgarde, über die er Porträts und Erinnerungen gesammelt hat (Das Kuriositäten-Kabinett. Begegnungen mit seltsamen Begebenheiten, Landstreichern, Verbrechern, Artisten, religiös Wahnsinnigen, sexuellen Merkwürdigkeiten, Sozialdemokraten, Syndikalisten, Kommunisten, Anarchisten, Politikern und Künstlern). Zusammen mit Hugo Kersten gab er 1915 in Zürich die Literaturzeitschrift Der Mistral heraus, eine Literarische Kriegszeitschrift, wie einer ihrer (wechselnden) Untertitel besagt. Er hatte Blaise Cendrars als Freund, mit dem er zum ersten Mal in Leipzig zusammengetroffen war. Später fanden sie sich von 1910 bis 1911 in Paris wieder, wo Emil Szittya die erste Serie seiner Zeitschrift Neue Menschen veröffentlichte. Die materiellen Schwierigkeiten waren groß, Cendrars, Szittya und Marius Hanot lancierten Les Hommes Nouveaux, eine freie französisch-deutsche Zeitschrift. Er arbeitete auch an der in Berlin in den späten 1920ern erschienenen Zeitschrift Der Querschnitt mit sowie an dem von Paul Westheim herausgegebenen Zeitschrift Das Kunstblatt mit. In Paris gab er später auch mit Paul Ruhstrat die antifaschistische Zeitschrift Die Zone heraus (1933 bis 1934), ein „Querschnitt durch die deutsche Politik, Kultur, Wissenschaft, Kunst, Theater, Musik, Rundfunk“.

## Malerporträts
Szittya porträtierte in vielen seiner Bücher zeitgenössische Maler, einige in meist knapp gehaltenen Monographien: Henri Rousseau, Pablo Picasso, Vincent van Gogh, Marc Chagall, August Wilhelm Dressler, Otto Dix, Oskar Kokoschka, Braque, Masereel u. a.

## Schriften (Auswahl)

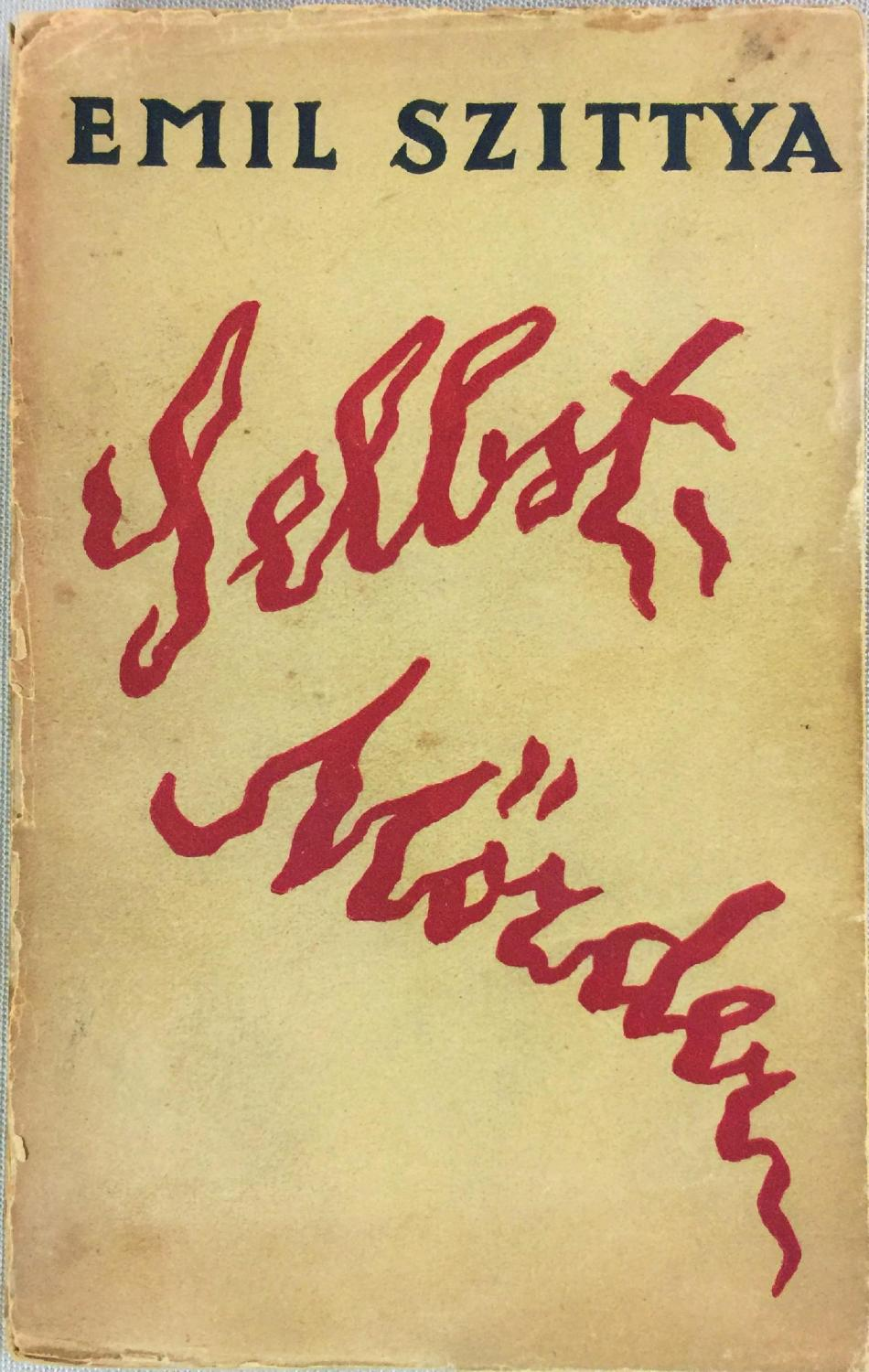
Selbstmörder. Ein Beitrag zur Kulturgeschichte aller Zeiten und Völker. Leipzig 1925

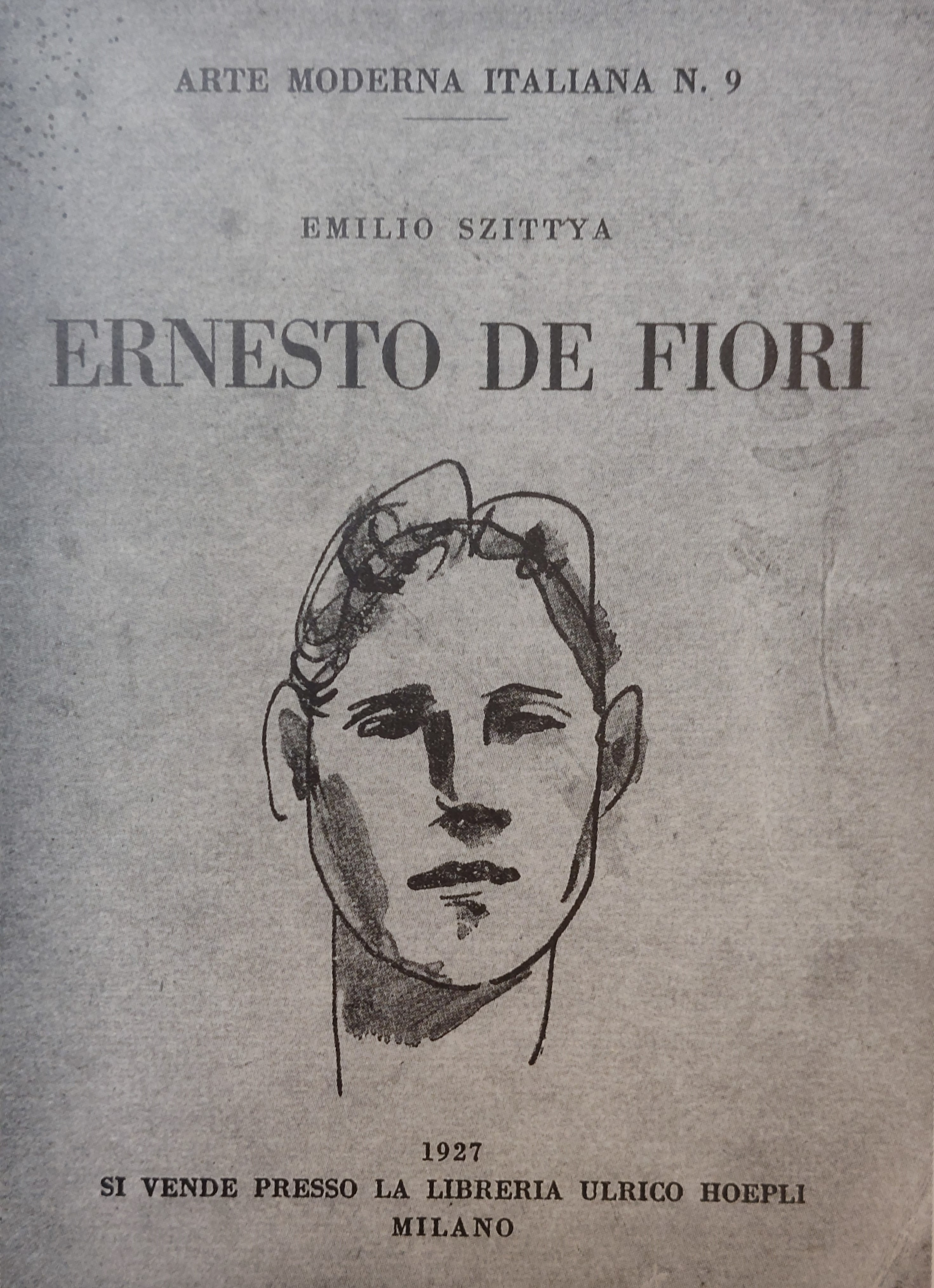
Ernesto de Fiori (1927)

- Die Haschischfilme des Zöllners Henri Rousseau und Tatjana Joukoff mischt die Karten. Budapest 1915.
- Das Spiel eines Erotomanen. Berlin 1920.
- Ein Spaziergang mit manchmal Unnützigem. Wien/Prag/Leipzig 1920.
- Gebete über die Tragik Gottes, Berlin 1922.
- Das Kuriositäten-Kabinett. Konstanz 1923. (Neuausgabe: Verlag Clemens Zerling, Berlin 1979.)
- Klaps oder Wie sich Ahasver als Saint Germain entpuppt. Potsdam 1924.
- Henri Rousseau. Hamburg 1924.
- Malerschicksale. Vierzehn Porträts. Hamburg 1925.[4]
- Selbstmörder. Ein Beitrag zur Kulturgeschichte aller Zeiten und Völker. Leipzig 1925.
- Ernesto de Fiori. Mailand 1927.
- Hoetger. Paris o.J. (um 1928).
- Ausgedachte Dichterschicksale. Paris 1928.
- Herbert Garbe et la Sculpture Allemande. O.O., o.J. (um 1929).
- Neue Tendenzen in der Schweizer Malerei. Édition Ars, Paris (1929).
- Le Paysage Français. Paris 1929.
  - Deutsch: Die französische Landschaft. Paris 1929.
- Leopold Gottlieb. Paris 1930.
- Leo von König. Paris 1931.
- Arthur Bryks. Paris 1932.
- L’Art allemand en France. (übersetzt von Lazare Lévine), Paris (1933)
- Notes sur Picasso. Paris 1947.
- Marquet parcourt le monde. Paris 1949.
- Soutine et son temps. Paris 1955.
- Der Mann, der immer dabei war. Hrsg.von Sabine Haaser. Manfred Lamping. Wien 1986.
- Ein Spaziergang mit manchmal Unnützigem. Prosa 1916–1920. Vergessene Autoren der Moderne, 59. Hrsg. von Walter Fähnders. Siegen 1994.
- Ahasver Traumreiter. Verstörung der Legende. Mit editorischer Notiz. Illustr. Matjaz Vipotnik. Klagenfurt: Wieser 1991. ISBN 3-85129-039-9.[5] Bibliographie S. 135–137.
- Mit Franz Jung durchquert das Fieber die Strassen. Briefe an Franz Jung. In: Archiv für die Geschichte des Widerstandes und der Arbeit, 18. Fernwald: Germinal 2008. ISSN 0936-1014 S. 365–376.
- Reise durch das anarchistische Spanien. In: Archiv für die Geschichte des Widerstandes und der Arbeit, 19. Fernwald: Germinal 2011. S. 197–212.
  - Kommentar: Walter Fähnders, Rüdiger Reinecke: Das andere, das verborgene Spanien. In: Archiv für die Geschichte des Widerstandes und der Arbeit, 19. Fernwald: Germinal 2011. S. 213–220.
- Spaziergang in sich. Roman. In: Gegner. Quartalsschrift, 30. Basisdruck, Berlin 2012. ISSN 1432-2641 S. 9–16.[6]
  - Kommentar: Walter Fähnders: Es war ihm unangenehm, im Nichts zu sein. Gegner. Quartalsschrift, 30. Basisdruck, Berlin 2012. S. 16–22.
- Herr Außerhalb illustriert die Welt. Mit Erstdrucken aus dem Nachlass. Reihe: Pamphlete, 28. Hrsg. von Walter Fähnders. Basisdruck, Berlin 2014. ISBN 978-3-86163-149-1.[7]
  - Rezension: Jonas Engelmann: Immer noch Anarchist. In: Dschungel, Beilage zu jungle world, 9, 26. Februar 2015, S. 8f.
- Erich Mühsam. Eine Rede. Erstdruck aus dem Nachlass. In: Improvisationen in mehr als zwei Bildern. Hrsg. von Gregor Ackermann und Walter Delabar. Bielefeld 2015, ISBN 978-3-8498-1106-8, S. 153–170. (Juni. Magazin für Literatur 49/50.)
- Die sieben Jahre. Ein Kriegsepos. Erstdruck aus dem Nachlass in literaturkritik.de 2016.[8]
- Man will die Spanier zu Sklaven machen und Spanien 1939. In: Archiv für die Geschichte des Widerstandes und der Arbeit, Nr. 20 (2016), S. 565–568 und S. 569–570. ISBN 978-3-88663-420-0; ISSN 0936-1014.
  - Kommentar: Walter Fähnders: „Die Felder atmen nicht mehr“. Zum Erstdruck von Emil Szittyas Spanien-Texten. Ebenda, S. 571–578.

Szittyas literarischer Nachlass befindet sich im Deutschen Literaturarchiv in Marbach am Neckar.

## Verschollene literarische Werke
Mehrere Werke Szittyas gelten als verschollen, z. B. der noch von Walter Benjamin gekannte Roman Ecce Homo Ulk (1908 ?) bzw. Ecce Homo ulkt (?). (Benjamin zufolge ist Ecce-homo-Ulk 1911 erschienen.) Weitere Titel, von denen nach Paul Raabe keine Exemplare nachgewiesen werden können, sind: Über die neue Literatur (1904), Grausame Geschichten (1912), Gedichte (1913), Wilhelm Dressler (1919). Nach Max Blaeulich: Das Spiel eines Erotomanen.

## Bildnerisches Werk
- Émile Szittya: 82 Rêves pendant la guerre 1933–1945. Illustrés par l’auteur. Les Diurnales, Paris 1963 (Druck: Busson)[11]
  - Deutsch: Träume aus dem Krieg. Löcker, Wien 1987.
- Emil Szittya 1886–1964. Ölbilder und Gouachen. Ausstellungskatalog. Ausstellung vom 29. Oktober bis 30. November 1985 in der Galerie Löcker, Wien. Mit 20 teils farb. Abb. Löcker, Wien 1985 ISBN 3-85409-089-7.
- Emil Szittya, le vagabond de l’avant-garde. Ausstellungskatalog. Ausstellung vom 21. April bis 25. Juni 2022 in der Institut Liszt, Paris. 23 p. ISBN 978-615-6195-26-5
- Emil Szittya, Landstreicher und Gesamtkünstler der Avantgard. Ausstellungskatalog. Ausstellung vom 25. Januar bis 5. April 2024 in der Collegium Hungricum, Wien. ISBN 978-615-6730-00-8